# Wänzl (puška)
Wänzl (Vencelj) je enostrelna puška zadnjača kalibra 13,9 mm, ki je v bistvu le predelava avstrijskih sprednjač Lorenz.
Franz Wänzl je predelavo zasnoval na podoben način kot so delovale mnoge druge konstrukcije (nor. Berdan, Allin-Springfield in Albini-Braendlin). Pri predelavi s puške Lorenz na sistem Wänzl, so odrezali zadnji del cevi (komoro) in ga nadomestili z dvižnim zaklepom. Ostali deli puške so ostali v glavnem enaki. Namesto vstavljanja ločene polnitve in krogle preko ustja cevi, se je potem lahko v zadnji del cevi vstavilo enoviti naboj 14 mm Wänzl z robnim vžigom.
Ta predelava je izredno povečala hitrost polnjenja, saj je lahko vojak s tako predelano puško izstrelil vsaj še enkrat toliko nabojev v minuti kot prej (prej le 3 ali 4).
Predelavo so opravljala razna podjetja: Werndl (Steyr), Rosthorn (Borovlje), Th. Sederl (Dunaj), Lebeda (Praga) itd.

## Različice
Skupno je obstajalo 6 različic, kolikor je bilo različic prvotnih pušk Lorenz:
- pehotna puška M.1854/67
- pehotna puška M.1862/67
- kratka puška posebnih enot M.1854/67
- kratka puška posebnih enot M.1862/67
- kratka puška lovskih enot M.1854/67
- kratka puška lovskih enot M.1862/67

Različice, ki so bazirale na M.1854 so imele velik celin, tiste, ki so bazirale na M.1862 pa so imele manjšega.

## Uporabniki
- Avstro-Ogrska: Pred njo je bila v uporabi puška sprednjača Lorenz. Puško Wänzl je počasi zamenjala enostrelka Werndl z nabojem na sredinski vžig.
- Kneževina Črna Gora: Črna Gora se je odločila, da k svojim 7000 puškam Krnka M1869 v oborožitev doda še puške Wänzl. Spomladi leta 1876 so jih nabavili 6000, nato pa še 5500. Zamenjala jo je puška Werndl.[1]

- Albanski uporniki: Po nekaterih ocenah naj bi razpolagali z več deset tisočimi.[1]
- Hercegovski uporniki: Bile so v uporabi, vendar so zaradi težke oskrbe s strelivom raje uporabljali starejše sprednjače.[1]